# Distrikt Héroes Albarracín
Der Distrikt Héroes Albarracín liegt in der Provinz Tarata in der Region Tacna in Südwest-Peru. Der Distrikt wurde am 30. Januar 1953 gegründet. Er wurde zu Ehren des Obersts Gregorio Albarracín und dessen Sohn Fähnrich Rufino Albarracín sowie dessen Kameraden, die in der Schlacht von Saucini während des Pazifischen Kriegs fielen, benannt.
Der Distrikt besitzt eine Fläche von 378 km². Beim Zensus 2017 wurden 335 Einwohner gezählt. Im Jahr 1993 lag die Einwohnerzahl bei 432, im Jahr 2007 bei 559. Die Distriktverwaltung befindet sich in der 2325 m hoch gelegenen Ortschaft Chucatamani mit 144 Einwohnern (Stand 2017). Chucatamani befindet sich 9,5 km westlich der Provinzhauptstadt Tarata.

## Geographische Lage
Der Distrikt Héroes Albarracín liegt an der Südflanke der Cordillera Volcánica im Südwesten der Provinz Tarata. Der Río Sama durchquert den Distrikt in westlicher Richtung.
Der Distrikt Héroes Albarracín grenzt im Südwesten an den Distrikt Inclán (Provinz Tacna), im Nordwesten an die Distrikte Curibaya und Quilahuani (beide in der Provinz Candarave), im Norden an den Distrikt Sitajara, im Nordosten a die Distrikte Ticaco, Tarata und Tarucachi sowie im Südosten an den Distrikt Estique Pampa.